# Gundam
Gundam ( ja  ガンダム, Gandamu) este o mega serie de animație japoneză, creată de studiourile Sunrise, despre roboți cu caracteristici gigantice denumiți Gundam.
Seria a început la 7 aprilie 1979, ca un serial de televiziune, show numit Mobile Suit Gundam.
Din 21 ianuarie 2008 Gundam este o marcă comercială (franciză) de 50 miliarde yeni japonezi.
În clasamentul pe 2008 al numărului de vânzări al exemplarelor de animații media vândute în Japonia seria Gundam a ocupat locul 4.

## Francize

### Serii animate și filme
| Nume                                         | Media                                         | An(i)                                 |
| -------------------------------------------- | --------------------------------------------- | ------------------------------------- |
| Mobile Suit Gundam                           | Serial TV Compilație filme                    | 1979-1980 1981-1982                   |
| Mobile Suit Zeta Gundam                      | Serial TV Compilație film                     | 1985-1986 2005-2006                   |
| Mobile Suit Gundam ZZ                        | Serial TV                                     | 1986-1987                             |
| Mobile Suit Gundam: Char's Counterattack     | Film                                          | 1988                                  |
| Mobile Suit Gundam 0080: War in the Pocket   | Animație video originală                      | 1989                                  |
| Super Deformed Gundam                        | Film Animație video originală Serial TV       | 1988-1989, 1991, 1993 1988, 1990 1993 |
| Mobile Suit Gundam F91                       | Film                                          | 1991                                  |
| Mobile Suit Gundam 0083: Stardust Memory     | Animație video originală Compilație film      | 1991 1992                             |
| Mobile Suit Victory Gundam                   | Serial TV                                     | 1993                                  |
| Mobile Fighter G Gundam                      | Serial TV                                     | 1994                                  |
| Mobile Suit Gundam Wing                      | Serial TV Compilație animații video originale | 1995 1996                             |
| Mobile Suit Gundam: The 08th MS Team         | Animații video originale Compilație filme     | 1996 1998                             |
| After War Gundam X                           | Serial TV                                     | 1996                                  |
| New Mobile Report Gundam Wing: Endless Waltz | Animații video originale Compilație filme     | 1997 1998                             |
| Turn A Gundam                                | Serial TV Compilație filme                    | 1999-2000 2002                        |
| Gundam the Ride: A Baoa Qu                   | Film de atracție în parc de distracții        | 2000                                  |
| Gundam Neo Experience 0087: Green Divers     | Film în format special                        | 2001                                  |
| Gundam Evolve                                | Scurte animații                               | 2001-2005                             |
| Mobile Suit Gundam SEED                      | Serial TV Compilație specială                 | 2002-2003 2004                        |
| Superior Defender Gundam Force               | Serial TV                                     | 2003-2004                             |
| Mobile Suit Gundam MS IGLOO                  | Filme Animații video originale                | 2004 2006                             |
| Mobile Suit Gundam SEED Destiny              | Serial TV Compilație specială                 | 2004-2005 2006-2007                   |
| Mobile Suit Gundam SEED C.E. 73: Stargazer   | Animație originală peinternet                 | 2006                                  |
| Mobile Suit Gundam 00                        | Serial TV Compilație specială                 | 2007-2009 2009-2010                   |
| Mobile Suit Gundam MS IGLOO 2                | Animații video originale                      | 2009                                  |
| Mobile Suit Gundam Unicorn                   | Animație video originală                      | 2010                                  |
| Mobile Suit Gundam 00 Movie                  | Film                                          | 2010 (tentative)                      |
| Mobile Suit Gundam SEED: The Movie           | Film                                          | Va fi anunțat                         |